# KV4
KV4 – grobowiec należący do Ramzesa XI. Grobowiec znajduje się we wschodniej części Doliny Królów.

## Opis
KV4 składa się z trzech korytarzy, komnaty, sali kolumnowej, czwartego korytarza (wiodącego w dół) i komory grobowej. W pierwszym korytarzu król został przedstawiony min. przed Ra-Horachtem, pozostała część grobowca jest nieozdobiona. W komorze grobowej został wykuty ponad 10 metrowy szyb w centralnej części podłogi. Grobowiec nie był miejscem pochówku Ramzesa XI, faraon przerwał budowę grobu. W późniejszych czasach grobowiec służył jako warsztat dla robotników.